# دنیس لیپرت
دنیس لیپرت (انگلیسی: Dennis Lippert؛ زادهٔ ۲۰ فوریهٔ ۱۹۹۶) بازیکن فوتبال اهل آلمان است.
از باشگاه‌هایی که در آن بازی کرده‌است می‌توان به باشگاه فوتبال نورنبرگ اشاره کرد.